# Transfiguratiekathedraal (New York)

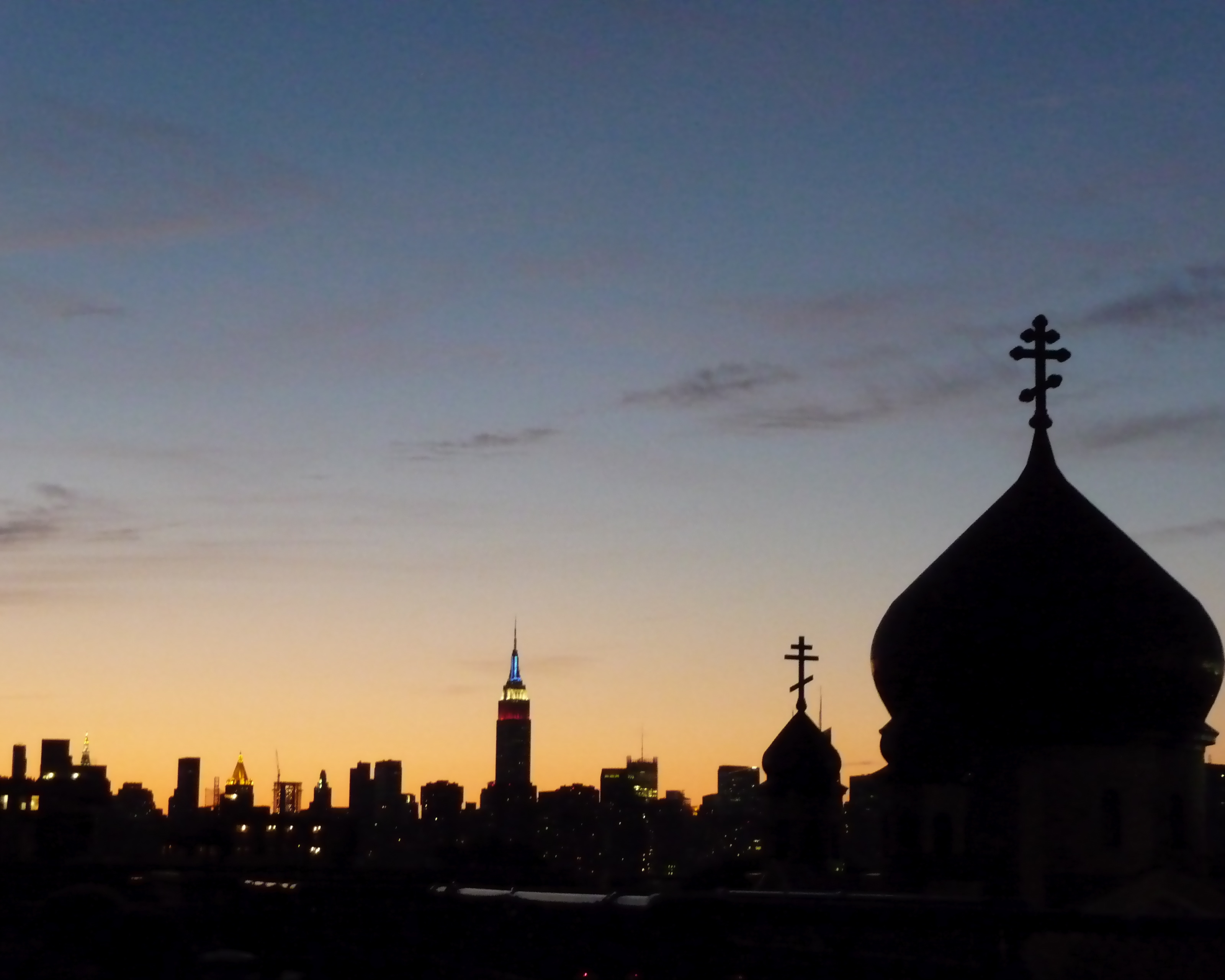
Transfiguratiekathedraal met op de achtergrond de New Yorkse skyline.

De Kathedraal van de Transfiguratie van onze Heer (Engels: Russian Orthodox Cathedral of the Transfiguration of Our Lord) is een Russisch-orthodoxe kathedraal in New York. De kathedraal bevindt zich aan de 228 North 12th Street in Brooklyn.

## Geschiedenis
De stichters van de parochie waren afkomstig uit Galicië. Misoogsten en economische problemen deden hen na 1880 migreren naar de Verenigde Staten. Zij vestigden zich vooral in de wijken Williamsburg, Greenpont en buurten in Queens, waar veel vraag naar goedkope arbeidskrachten was. De orthodoxe gemeenschap had enige tijd een woning en later een voormalige houten Methodistenkerk voor het vieren van erediensten ter beschikking, maar de geloofsgemeenschap groeide en er was behoefte aan een grotere kerk. Men vond een geschikte locatie halverwege Williamsburg en Greenpoint. Bij zijn ontwerp liet architect Louis Allmendiger zich inspireren door de Onslapeniskathedraal te Moskou. De kerk zou worden gebouwd voor een aanneemsom van $ 117.000 en de bouw begon in 1916.
De Eerste Wereldoorlog zorgde echter voor een forse vertraging en de kerkdiensten werden gevierd in een onvoltooide kerk. Na een nieuwe impuls werd de kerk, waarvan de kosten inmiddels waren gestegen met $ 20.000, uiteindelijk gewijd op 3 september 1922. Ter gelegenheid van de consecratie schonk patriarch Tichon de kerk een kopie van het icoon van de Moeder Gods van Pochaev.
De economische depressie bracht de orthodoxe parochie nieuwe zorgen. De kerk had grote moeite om de afbetalingen en de opgeëiste leningen te voldoen en het leek er zelfs op dat de kerk de deuren moest sluiten. De offerbereidheid onder de parochianen bleek echter groot en elke cent werd opzij gelegd. Na een langzaam proces van afbetaling slaagde de kerk er uiteindelijk in om in 1932 geheel schuldenvrij te raken.
In 1932 verkreeg de Transfiguratiekerk de status van kathedraal
In de jaren 60 werd het interieur van de kathedraal vernieuwd. De Transfiguratiekerk werd in 1969 een lokaal monument van internationaal belang en in 1980 kreeg de kerk de status van nationaal monument door inschrijving in het Nationaal Register van Historische Plaatsen. In de jaren 90 vond een uitgebreide restauratie van de kathedraal plaats.
.